# گوستاوو لازارتی
گوستاوو لازارتی (به پرتغالی: Gustavo Lazzaretti de Araújo) مدافع اهل برزیل است که در شهر کوریتیبا و در تاریخ ۹ مارس ۱۹۸۴ به دنیا آمده‌است.
گوستاوو لازارتی در تیم‌های فوتبال چلسی سابقهٔ حضور دارد.